# Sinagoga Beth Israel din Ploiești
Sinagoga Beth Israel este un lăcaș de cult evreiesc din municipiul Ploiești, situat pe Str. Basarabi nr. 12, în zona centrală a orașului. Edificiul a fost inaugurat în aprilie 1912.

## Istoric
Denumirea inițială a sinagogii a fost „Templul Israiliților de Rit Occidental”, fondat în anul 1882 de Ilie Zachary și găzduit, într-o primă fază, de un imobil inaugurat pe data de 24 septembrie 1901. În plină dezvoltare a industriei petroliere din Ploiești, populația evreiască din oraș a crescut, adăugându-i-se ingineri, specialiști, industriași, bancheri sau comercianți. Dacă în 1831 erau înregistrați în Ploiești doar 280 de plătitori de taxe evrei, numărul lor a ajuns la 2.478 în 1899, ceea ce a sporit și numărul enoriașilor Templului. Acest lucru a dus la necesitatea realizării unei noi construcții mai spațioase, iar comunitatea a luat, pe 28 septembrie 1903, hotărârea de „a se clădi un local propriu pentru Casa Domnului”.
Pe 10 august 1910, la solicitarea Comunității israelite, primăria orașului Ploiești a acordat permisiunea construirii „în acest oraș, strada Basarabilor Nr. 7, un[u] templu de zid masiv acoperit cu tablă de fier întocmai după planul prezentat și vizat de serviciul tehnic comunal”. Piatra de temelie a noii sinagogi a fost pusă printr-o ceremonie pe 17 aprilie 1911, iar la baza construcției a fost așezat un document care îi menționa atât pe conducătorii de atunci ai țării, cât și pe membrii comitetului executiv însărcinat cu realizarea lăcașului de cult. Edificiul, proiectat de Israel Goligher, a fost inaugurat în aprilie 1912.
Sinagoga Beth Israel a rezistat legislației antisemite și holocaustului din perioada celui de-Al Doilea Război Mondial, precum și masivelor bombardamente aliate împotriva industriei petroliere, fiind singurul din cele 6 lăcașuri de cult evreiești care nu a fost distrus în acei ani.
În perioada comunistă, sinagoga a fost încadrată ca „Notariat de Stat” și „Grădinița Partidului”, însă după decembrie 1989 s-au făcut demersuri pentru restaurarea clădirii. După terminarea lucrărilor, Sinagoga Beth Israel a fost re-inaugurată pe data de 13 noiembrie 2007, în prezenta autorităților locale și a unor personalități ale comunității evreiești. 
Conform datelor recensământului populației din 2011, la acea dată mai trăiau în Ploiești doar 28 de membri ai comunității evreiești.